# Alepidophora
Alepidophora is een vliegengeslacht uit de familie van de wolzwevers (Bombyliidae). De wetenschappelijke naam van het geslacht werd voor het eerst geldig gepubliceerd in 1909 door Cockerell.

## Soorten
Het genus bevat de volgende soorten:

- Alepidophora cockerelli Melander, 1949
- Alepidophora maxima Lewis, 1972
- Alepidophora minor Melander, 1949
- Alepidophora pealei Cockerell, 1909